# Az FC Fehérvár 2005–2006-os szezonja
Az FC Fehérvár 2005–2006-os szezonja szócikk az FC Fehérvár első számú férfi labdarúgócsapatának egy szezonjáról szól, mely sorozatban a 6., összességében pedig a 37. idénye a csapatnak a magyar első osztályban. A klub fennállásának ekkor volt a 64. évfordulója.

## Mérkőzések
| Színmagyarázat | Színmagyarázat |
| -------------- | -------------- |
|                | Győzelem.      |
|                | Döntetlen.     |
|                | Vereség.       |

### Borsodi Liga 2005–06

#### Őszi fordulók
| 1. forduló 2005. július 31. 20:00 |

| Ferencváros                            | 0 – 1   | FC Fehérvár            |
| -------------------------------------- | ------- | ---------------------- |
| Nógrádi 17' Takács 39' Budovinszky 75' | (0 – 1) | Györök 37' Alumona 87' |

| Üllői úti stadion, Budapest Nézőszám: 5 141 Játékvezető: Fábián Mihály (magyar) |

| 2. forduló 2005. augusztus 6. 19:00 |

| Diósgyőr                                         | 1 – 0   | FC Fehérvár                                    |
| ------------------------------------------------ | ------- | ---------------------------------------------- |
| Horváth 44' (11-esből) 45' Farkas 31' Halgas 50' | (1 – 0) | Simon 21' Tudor 54' Horváth G. 61' Bartyik 62' |

| DVTK-stadion, Miskolc Nézőszám: 6 000 Játékvezető: Vad II. István (magyar) |

| 3. forduló 2005. augusztus 21. 19:00 |

| FC Fehérvár                                                                           | 3 – 0   | Budapest Honvéd         |
| ------------------------------------------------------------------------------------- | ------- | ----------------------- |
| Božić 24' 74′ Disztl 71' Farkas 83' Kuttor 29' Koller 37' Schwarcz 40' Horváth G. 74′ | (1 – 0) | Kovács 74′ Mészáros 85' |

| Sóstói Stadion, Székesfehérvár Nézőszám: 8 000 Játékvezető: Saskőy Szabolcs (magyar) |

| 4. forduló 2005. augusztus 27. 19:00 |

| Vasas        | 0 – 3   | FC Fehérvár                                    |
| ------------ | ------- | ---------------------------------------------- |
| Bárányos 71' | (0 – 1) | Csizmadia 5' Koller 78' Alumona 86' Disztl 59' |

| Illovszky Rudolf Stadion, Budapest Nézőszám: 4 000 Játékvezető: Megyebíró János (magyar) |

| 5. forduló 2005. szeptember 17. 19:00 |

| FC Fehérvár                                 | 2 – 1   | Lombard Pápa                    |
| ------------------------------------------- | ------- | ------------------------------- |
| Farkas 22' Vincze 43' Schwarcz 82' Nagy 86' | (2 – 0) | Kuttor 90+3' (öngól) Remili 24' |

| Sóstói Stadion, Székesfehérvár Nézőszám: 4 000 Játékvezető: Kassai Viktor (magyar) |

| 6. forduló 2005. szeptember 24. 16:00 |

| Rákospalotai EAC                   | 1 – 2   | FC Fehérvár                        |
| ---------------------------------- | ------- | ---------------------------------- |
| Somorjai 75' Virágh 23' Sallai 82' | (0 – 1) | Sitku 37' 60' Kuttor 25' Tudor 81' |

| Budai II László Stadion, Budapest Nézőszám: 1 500 Játékvezető: Fábián Mihály (magyar) |

| 7. forduló 2005. október 1. 18:00 |

| FC Fehérvár | 1 – 0   | Zalaegerszegi TE                   |
| ----------- | ------- | ---------------------------------- |
| Kuttor 2'   | (1 – 0) | Bojović 36' Sebők V. 43' Balog 52' |

| Sóstói Stadion, Székesfehérvár Nézőszám: 6 000 Játékvezető: Bede Ferenc (magyar) |

| 8. forduló 2005. október 15. 18:00 |

| Pécsi MFC                  | 0 – 2   | FC Fehérvár                     |
| -------------------------- | ------- | ------------------------------- |
| Szabados 30' Schindler 81' | (0 – 1) | Koller 43' Sitku 89' Farkas 35' |

| PMFC Stadion, Pécs Nézőszám: 2 000 Játékvezető: Szabó Zsolt (magyar) |

| 9. forduló 2005. október 22. 18:00 |

| FC Fehérvár              | 3 – 0   | Kaposvári Rákóczi |
| ------------------------ | ------- | ----------------- |
| Farkas 42' Božić 59' 90' | (1 – 0) |                   |

| Sóstói Stadion, Székesfehérvár Nézőszám: 4 000 Játékvezető: Fábián Mihály (magyar) |

| 10. forduló 2005. október 30. 11:30 |

| Debreceni VSC                                       | 2 – 0   | FC Fehérvár                 |
| --------------------------------------------------- | ------- | --------------------------- |
| Brnović 41' Halmosi 45+1' Szatmári 42' Ferenczi 78' | (2 – 0) | Farkas 33′, 58′ Sitku 90+1' |

| Oláh Gábor utcai stadion, Debrecen Nézőszám: 7 500 Játékvezető: Megyebíró János (magyar) |

| 11. forduló 2005. november 5. 18:00 |

| FC Fehérvár                               | 1 – 0   | MTK Budapest     |
| ----------------------------------------- | ------- | ---------------- |
| Csizmadia 74' (11-esből) 31' Schwarcz 89' | (0 – 0) | Jezdimirović 47' |

| Sóstói Stadion, Székesfehérvár Nézőszám: 5 000 Játékvezető: Saskőy Szabolcs (magyar) |

| 12. forduló 2005. november 20. 11:30 |

| FC Tatabánya            | 0 – 1   | FC Fehérvár                             |
| ----------------------- | ------- | --------------------------------------- |
| Filó 17' Rizvanolli 83' | (0 – 0) | Németh 67' (öngól) Farkas 22' Sitku 43' |

| Városi Stadion, Tatabánya Nézőszám: 3 500 Játékvezető: Hanacsek Attila (magyar) |

| 13. forduló 2005. november 26. 17:00 |

| FC Fehérvár               | 2 – 2   | Győri ETO                   |
| ------------------------- | ------- | --------------------------- |
| Sitku 29' 69' Bartyik 85' | (1 – 0) | Kenesei 46' 88' Priskin 20' |

| Sóstói Stadion, Székesfehérvár Nézőszám: 5 000 Játékvezető: Megyebíró János (magyar) |

| 14. forduló 2005. december 3. 15:00 |

| FC Sopron           | 1 – 1   | FC Fehérvár            |
| ------------------- | ------- | ---------------------- |
| Cigan 2' Bagoly 35' | (1 – 1) | Simek 31' Schwarcz 58' |

| Káposztás utcai Stadion, Sopron Nézőszám: 3 300 Játékvezető: Bede Ferenc (magyar) |

| 15. forduló 2005. december 11. 11:30 |

| FC Fehérvár          | 1 – 1   | Újpest                           |
| -------------------- | ------- | -------------------------------- |
| Simek 49' Farkas 74′ | (0 – 1) | Feczesin 24' Sándor 3' Böjte 80' |

| Sóstói Stadion, Székesfehérvár Nézőszám: 10 000 Játékvezető: Vad II. István (magyar) |

#### Tavaszi fordulók
| 16. forduló 2006. február 26. 11:30 |

| FC Fehérvár                                  | 1 – 1   | Ferencváros        |
| -------------------------------------------- | ------- | ------------------ |
| Lattenstein 86' Tudor 14' Csizmadia 19′, 59′ | (0 – 0) | Tímár 80' Erős 53' |

| Sóstói Stadion, Székesfehérvár Nézőszám: 5 000 Játékvezető: Megyebíró János (magyar) |

| 17. forduló 2006. március 3. 19:00 |

| FC Fehérvár                                                                  | 5 – 0   | Diósgyőr                      |
| ---------------------------------------------------------------------------- | ------- | ----------------------------- |
| Dvéri 45' Sitku 60' 78' (11-esből) Györök 74' Lattenstein 89' Horváth G. 80' | (1 – 0) | Urbin 8' Farkas 32' Simon 87' |

| Sóstói Stadion, Székesfehérvár Nézőszám: 2 500 Játékvezető: Saskőy Szabolcs (magyar) |

| 18. forduló 2006. március 11. 16:00 |

| Budapest Honvéd             | 1 – 1   | FC Fehérvár           |
| --------------------------- | ------- | --------------------- |
| Schrancz 49' 50′ Takács 33' | (0 – 1) | Nagy 7' Csizmadia 58' |

| Bozsik József Stadion, Budapest Nézőszám: 2 000 Játékvezető: Fábián Mihály (magyar) |

| 19. forduló 2006. március 18. 16:00 |

| FC Fehérvár          | 1 – 0   | Vasas                                    |
| -------------------- | ------- | ---------------------------------------- |
| Božić 65' Koller 63' | (0 – 0) | Pintér 12' Fehér 17' Molnár 42' Tóth 73′ |

| Sóstói Stadion, Székesfehérvár Nézőszám: 4 000 Játékvezető: Sápi Csaba (magyar) |

| 20. forduló 2006. március 25. 17:00 |

| Lombard Pápa                       | 0 – 2   | FC Fehérvár                                                       |
| ---------------------------------- | ------- | ----------------------------------------------------------------- |
| Brandelli 23' Lipták 33' Mumba 65' | (0 – 1) | Sitku 29' (11-esből) 61' Vincze 80' Tudor 81' Koller 84' Nagy 90' |

| Perutz Stadion, Pápa Nézőszám: 1 600 Játékvezető: Kassai Viktor (magyar) |

| 21. forduló 2006. március 31. 19:00 |

| FC Fehérvár                | 3 – 1   | Rákospalotai EAC        |
| -------------------------- | ------- | ----------------------- |
| Sitku 6' 50' Csizmadia 89' | (1 – 0) | Polonkai 65' Koltai 67' |

| Sóstói Stadion, Székesfehérvár Nézőszám: 1 800 Játékvezető: Erdős József (magyar) |

| 22. forduló 2006. április 8. 17:00 |

| Zalaegerszegi TE                                            | 1 – 1   | FC Fehérvár                        |
| ----------------------------------------------------------- | ------- | ---------------------------------- |
| Kónya 13' 81' Molnár 42' Józsi 44' Kocsárdi 66' Horváth 85' | (1 – 1) | Alumona 5' Csizmadia 49' Dajić 60' |

| ZTE Aréna, Zalaegerszeg Nézőszám: 5 000 Játékvezető: Solymosi Péter (magyar) |

| 23. forduló 2006. április 15. 18:00 |

| FC Fehérvár            | 1 – 0   | Pécsi MFC                        |
| ---------------------- | ------- | -------------------------------- |
| Dvéri 43' Schwarcz 62′ | (1 – 0) | Bajusz 26' Berdó 30' Kulcsár 58' |

| Sóstói Stadion, Székesfehérvár Nézőszám: 3 500 Játékvezető: Vad II. István (magyar) |

| 24. forduló 2006. április 22. 18:00 |

| Kaposvári Rákóczi                                                                  | 3 – 0   | FC Fehérvár                     |
| ---------------------------------------------------------------------------------- | ------- | ------------------------------- |
| André Alves 26' Zahorecz 39' (11-esből) Oláh 87' Andruskó 7' Zahorecz 23' Máté 52' | (2 – 0) | Györök 27' Fehér 36' Farkas 53' |

| Rákóczi Stadion, Kaposvár Nézőszám: 3 000 Játékvezető: Andó-Szabó Sándor (magyar) |

| 25. forduló 2006. április 30. 11:30 |

| FC Fehérvár                                               | 1 – 2   | Debreceni VSC                                            |
| --------------------------------------------------------- | ------- | -------------------------------------------------------- |
| Csizmadia 81' Horváth G. 37' Dvéri 63' Sitku 69' Nagy 77' | (0 – 0) | Sándor 61' Máté 90' Szatmári 15' Bernáth 22' Halmosi 51' |

| Sóstói Stadion, Székesfehérvár Nézőszám: 5 000 Játékvezető: Megyebíró János (magyar) |

| 26. forduló 2006. május 6. 19:00 |

| MTK Budapest                        | 0 – 1   | FC Fehérvár                                  |
| ----------------------------------- | ------- | -------------------------------------------- |
| Lambulić 42' Zsidai 76' Horváth 80' | (0 – 0) | Horváth F. 85' Lattenstein 53' Csizmadia 75' |

| Hidegkuti Nándor Stadion, Budapest Nézőszám: 1 500 Játékvezető: Solymosi Péter (magyar) |

| 27. forduló 2006. május 13. 15:00 |

| FC Fehérvár                                                                                                 | 4 – 1   | FC Tatabánya                              |
| --- | ------- | ----------------------------------------- |
| Sitku 24' Kuttor 33' Csizmadia 54' (11-esből) Schwarcz 76' Horváth G. 15' Koller 21' Alumona 39′ Farkas 82' | (2 – 1) | Vámosi 15' (11-esből) Balogh 39′ Mile 49' |

| Sóstói Stadion, Székesfehérvár Nézőszám: 2 925 Játékvezető: Fábián Mihály (magyar) |

| 28. forduló 2006. május 20. 18:00 |

| Győri ETO                       | 2 – 3   | FC Fehérvár                              |
| ------------------------------- | ------- | ---------------------------------------- |
| Granát 18' Hanák 36' Mátyus 67' | (2 – 2) | Božić 2' 39' Horváth F. 83' Schwarcz 49' |

| ETO Park, Győr Nézőszám: 900 Játékvezető: Gergely Sándor (magyar) |

| 29. forduló 2006. május 27. 18:00 |

| FC Fehérvár                                          | 2 – 2   | FC Sopron                                      |
| ---------------------------------------------------- | ------- | ---------------------------------------------- |
| Sitku 11' (11-esből) 62' 55' Schwarcz 34' Farkas 90' | (1 – 1) | Bagoly 38' Horváth 70' (11-esből) Costisor 22' |

| Sóstói Stadion, Székesfehérvár Nézőszám: 6 000 Játékvezető: Török Károly (magyar) |

| 30. forduló 2006. június 3. 16:20 |

| Újpest                                       | 1 – 3   | FC Fehérvár                                                  |
| -------------------------------------------- | ------- | ------------------------------------------------------------ |
| Tisza 63' Tóth B. 30' Rajczi 41′ Tóth N. 79′ | (0 – 0) | Csizmadia 69' Nagy 79' Horváth F. 90+3' Dajić 23' Vincze 74' |

| Puskás Ferenc Stadion, Budapest Nézőszám: 15 000 Játékvezető: Hanacsek Attila (magyar) |

#### Végeredmény
|    | Csapat            | Játszott | Gy | D  | V  | L  | K  | GK  | Pont |
| -- | ----------------- | -------- | -- | -- | -- | -- | -- | --- | ---- |
| 1  | Debreceni VSC     | 30       | 20 | 8  | 2  | 69 | 34 | +35 | 68   |
| 2  | Újpest            | 30       | 20 | 5  | 5  | 74 | 37 | +37 | 65   |
| 3  | FC Fehérvár       | 30       | 19 | 7  | 4  | 52 | 24 | +28 | 64   |
| 4  | MTK Budapest      | 30       | 18 | 6  | 6  | 65 | 33 | +32 | 60   |
| 5  | FC Tatabánya      | 30       | 11 | 8  | 11 | 46 | 45 | +1  | 41   |
| 6  | Ferencváros       | 30       | 10 | 11 | 9  | 43 | 38 | +5  | 41   |
| 7  | Kaposvári Rákóczi | 30       | 10 | 7  | 13 | 35 | 41 | -6  | 37   |
| 8  | Diósgyőr          | 30       | 10 | 7  | 13 | 33 | 44 | -11 | 37   |
| 9  | Győri ETO         | 30       | 9  | 9  | 12 | 47 | 50 | -3  | 36   |
| 10 | FC Sopron         | 30       | 9  | 8  | 13 | 39 | 39 | 0   | 35   |
| 11 | Zalaegerszegi TE  | 30       | 9  | 8  | 13 | 42 | 47 | -5  | 35   |
| 12 | Pécsi MFC         | 30       | 8  | 9  | 13 | 37 | 41 | -4  | 33   |
| 13 | Budapest Honvéd   | 30       | 8  | 9  | 13 | 33 | 52 | -19 | 33   |
| 14 | Rákospalotai EAC  | 30       | 7  | 5  | 18 | 30 | 59 | -29 | 26   |
| 15 | Vasas             | 30       | 5  | 10 | 15 | 32 | 47 | -15 | 25   |
| 16 | Lombard Pápa      | 30       | 5  | 7  | 18 | 30 | 76 | -46 | 22   |

1. ↑  Intertotó-kupa induló

#### Helyezések fordulónként
| Forduló  | 1  | 2 | 3  | 4  | 5  | 6  | 7  | 8  | 9  | 10 | 11 | 12 | 13 | 14 | 15 | 16 | 17 | 18 | 19 | 20 | 21 | 22 | 23 | 24 | 25 | 26 | 27 | 28 | 29 | 30 |
| -------- | -- | - | -- | -- | -- | -- | -- | -- | -- | -- | -- | -- | -- | -- | -- | -- | -- | -- | -- | -- | -- | -- | -- | -- | -- | -- | -- | -- | -- | -- |
| Helyszín | I  | I | O  | I  | O  | I  | O  | I  | O  | I  | O  | I  | O  | I  | O  | O  | O  | I  | O  | I  | O  | I  | O  | I  | O  | I  | O  | I  | O  | I  |
| Eredmény | GY | V | GY | GY | GY | GY | GY | GY | GY | V  | GY | GY | D  | D  | D  | D  | GY | D  | GY | GY | GY | D  | GY | V  | V  | GY | GY | GY | D  | GY |
| Helyezés | 6  | 9 | 6  | 4  | 2  | 1  | 1  | 1  | 1  | 1  | 1  | 1  | 1  | 2  | 2  | 3  | 2  | 3  | 2  | 2  | 2  | 2  | 2  | 2  | 4  | 3  | 3  | 3  | 3  | 3  |

Helyszín: O = Otthon; I = Idegenben. Eredmény: GY = Győzelem; D = Döntetlen; V = Vereség.

#### Eredmények összesítése
Az alábbi táblázatban összesítve szerepelnek az FC Fehérvár 2005/06-os bajnokságban elért eredményei.
| Ősz/tavasz (forduló)    | Otthon | Otthon | Otthon | Otthon | Otthon | Otthon | Otthon | Idegenben | Idegenben | Idegenben | Idegenben | Idegenben | Idegenben | Idegenben |
| Ősz/tavasz (forduló)    | M      | GY     | D      | V      | LG–KG  | GK     | P      | M         | GY        | D         | V         | LG–KG     | GK        | P         |
| ----------------------- | ------ | ------ | ------ | ------ | ------ | ------ | ------ | --------- | --------- | --------- | --------- | --------- | --------- | --------- |
| Őszi szezon (1–15.)     | 7      | 5      | 2      | 0      | 13–4   | +9     | 17     | 8         | 5         | 1         | 2         | 10–5      | +5        | 16        |
| Tavaszi szezon (16–30.) | 8      | 5      | 2      | 1      | 18–7   | +11    | 17     | 7         | 4         | 2         | 1         | 11–8      | +3        | 14        |
| Összesen (1–30.)        | 15     | 10     | 4      | 1      | 31–11  | +20    | 34     | 15        | 9         | 3         | 3         | 21–13     | +8        | 30        |

### Magyar kupa
Elődöntő 1. mérkőzés
| 2006. április 25. 18:00 |

| Debreceni VSC                     | 0 – 1   | FC Fehérvár                                                                                  |
| --------------------------------- | ------- | -------------------------------------------------------------------------------------------- |
| Szatmári 38' Sándor 43' Virág 62' | (0 – 1) | Dvéri 44' Schwarcz 32' Kuttor 36' Farkas 37′, 90+3′ Lattenstein 71' Horváth G. 75' Božić 83' |

| Oláh Gábor utca, Debrecen Nézőszám: 6 000 Játékvezető: Szabó Zsolt (magyar) |

Elődöntő 2. mérkőzés
| 2006. május 2. 19:00 |

| FC Fehérvár                                                         | 2 – 2   | Debreceni VSC                                                                       |
| ------------------------------------------------------------------- | ------- | ----------------------------------------------------------------------------------- |
| Sitku 40' Csizmadia 78' (11-esből) Tudor 86′ Györök 88′ Dvéri 90+4' | (1 – 1) | Bogdanović 23' (11-esből) Dzsudzsák 82' Halmosi 26' Virág 60' Sidibe 77' Vukmir 85' |

| Sóstói Stadion, Székesfehérvár Nézőszám: 4 000 Játékvezető: Bede Ferenc (magyar) |

Döntő
| 2006. május 17. 18:00 |

| Vasas                                            | 2 – 2 (h. u.)                               | FC Fehérvár                |
| ------------------------------------------------ | ------------------------------------------- | -------------------------- |
| Waltner 25' 119' Balog 84' Kapič 51' Molnár 110' | (1 – 0, 2 – 2, 2 – 2) Jegyzőkönyv Részletek | Sitku 46' 63' Schwarcz 57' |

| Üllői úti stadion, Budapest Nézőszám: 6 000 Játékvezető: Megyebíró János (magyar) |

## Külső hivatkozások
- A csapat hivatalos honlapja (magyarul)
- A Magyar Labdarúgó Szövetség honlapja, adatbankja (magyarul)